# Bunuri mobile din domeniul artă decorativă clasate în patrimoniul cultural național al României aflate în județul Giurgiu
Acestă listă conține bunurile mobile din domeniul artă decorativă clasate în Patrimoniul cultural național al României aflate la momentul clasării în județul Giurgiu.

## Fond
| Foto | Informații generale                         | Detalii tehnice | Descriere | Deținător                                  | Legături |
| ---- | ------------------------------------------- | --- | --- | ------------------------------------------ | -------- |
|      | Sfeșnic                                     | Datare: prima jum. a sec. al XIX-lea Școală: Atelier european (german ?) Material: porțelan pictat                             | Sfeșnic format dintr-o bază ovală, bombată, ondulată, pe patru picioare reduse, din care se înalță piciorul în forma unui boboc de floare cu gura deschisă circular pentru a primi lumânarea sau o piesă de îmbucare. Pe bază sunt aplicații de volute și frunze. Bordura bazei și principalele motive decorative au fost marcate cu o dungă aurie, iar suprafața bazei a fost pictată de mână cu flori și frunze. Pieasa marcată pe fundul bazei cu cifrele 1 și 38 cu pigment roșu. | Direcția Județeană pentru Cultură, Giurgiu | Cimec    |
|      | Masă de toaletă                             | Datare: Sec. XIX;4/4 Școală: Atelier european (francez ?) Material: lemn lăcuit, negru, alamă traforată și intarsiat, bronzuri | Masă de toaletă cu blat portabil dublat cu oglindă pe interior și sertar multiplu compartimentat. Blatul patrulater (cu laturile arcuite și rotunjite) are suprafața amplu decorată cu elemente vegetale stilizate, puternic volutate compunând un medalion cenrtal, oval și o bordură lată care accentuează zona colțurilor. Centura lată, profilată, casetată reia pe decorul blatului care se regăsește și pe picioarele puternic cambrate, conturate de baghete metalice care coboară până în zona saboților. Lemnul lăcuit, negru intarsiat cu alamă fin traforată conferă o notă de eleganță și rafinament. | Direcția Județeană pentru Cultură, Giurgiu | Cimec    |
|      | Tânără înstărită din Odessa                 | Datare: sf.sec. al XIX-lea Școală: J. Antonopoulo; Odessa Material: rama din bronz; fotografie pe hârtie cartonată             | Ramă de metal cu fotografie. Rama din bronz este ornată în partea superioară cu motive florale iar în partea inferioară cu o panglică încrețită. Fotografia de epocă reprezintă o tânără dintr-o familie înstărită de la sfârșitul secolului al XIX-lea. În partea din dreapta într-un cactus ornamentat cu motive vegetale este inscripționat cu litere aurii numele atelierului J. Antonopoulo. În partea stângă într-un alt cartuș este inscripționat Odessa. Pe spatele fotografiei într-un frumos aranjament este inscripționat în franceză numele atelierului precum și că este fotograf al Majestății Sale Regina Grecilor, că are mențiunea de Onoare a Maiestății Sale Marele Duce al Rușilor, precum și că are Mențiunea de onoare a Expoziției Universale de la Paris din 1878. | Direcția Județeană pentru Cultură, Giurgiu | Cimec    |
|      | Baston de damă                              | Datare: Sec. XX;1/4 Material: lemn de alun, fildeș, alamă; sculptare, asamblare                                                | Baston de damă. Corpul bastonului este din lemn de alun. Mânerul este din fildeș, are în partea frontală o sculptură reprezentând un scut cu o coroană în partea superioară și ancadrament vegetal. Tija bastonului are la ambele capete câte un manșon de alamă. | Direcția Județeană pentru Cultură, Giurgiu | Cimec    |
|      | Cei patru conducători ai Puterilor Centrale | Datare: 1910-1916 Material: porțelan                                                                                           | Farfurie decorativă din porțelan. În centru sunt reprezentați în medalioane cei patru șefi de stat care formau Puterile Centrale: împăratul Germaniei Wilhelm al II-lea, împăratul Austro-Ungariei Franz Iosif, țarul Bulgariei Ferdinand I și împăratul Turciei Mehmed al V-lea. Portretele sunt încadrate de steagurile statelor respective și de motive ornamentale vegetale. Corpul farfuriei este decorat cu cercuri concentrice trasate cu aur. La baza farfuriei se află sigla atelierului reprezentând o pajură cu două capete cu coroană și cruce încadrată de literele M și Z. Dedesubt se află inscripția Altrohicu. | Direcția Județeană pentru Cultură, Giurgiu | Cimec    |
|      | Cei patru conducători ai Puterilor Centrale | Datare: 1910-1916 Material: porțelan                                                                                           | Farfurie decorativă din porțelan. În centru sunt reprezentați în medalioane cei patru șefi de stat care formau Puterile Centrale: împăratul Germaniei Wilhelm al II-lea, împăratul Austro-Ungariei Franz Iosif, țarul Bulgariei Ferdinand I și împăratul Turciei Mehmed al V-lea. Portretele sunt încadrate de steagurile statelor respective și de motive ornamentale vegetale. Corpul farfuriei este decorat cu cercuri concentrice trasate cu aur. La baza farfuriei se află sigla atelierului reprezentând o pajură cu două capete cu coroană și cruce încadrată de literele M și Z. Dedesubt se află inscripția Altrohicu. | Direcția Județeană pentru Cultură, Giurgiu | Cimec    |
|      | Cei patru conducători ai Puterilor Centrale | Datare: 1910-1916 Material: porțelan                                                                                           | Farfurie decorativă din porțelan. În centru sunt reprezentați în medalioane cei patru șefi de stat care formau Puterile Centrale: împăratul Germaniei Wilhelm al II-lea, împăratul Austro-Ungariei Franz Iosif, țarul Bulgariei Ferdinand I și împăratul Turciei Mehmed al V-lea. Portretele sunt încadrate de steagurile statelor respective și de motive ornamentale vegetale. Corpul farfuriei este decorat cu cercuri concentrice trasate cu aur. La baza farfuriei se află sigla atelierului reprezentând o pajură cu două capete cu coroană și cruce încadrată de literele M și Z. Dedesubt se află inscripția Altrohicu. | Direcția Județeană pentru Cultură, Giurgiu | Cimec    |
|      | Cei patru conducători ai Puterilor Centrale | Datare: 1910-1916 Material: porțelan                                                                                           | Farfurie decorativă din porțelan. În centru sunt reprezentați în medalioane cei patru șefi de stat care formau Puterile Centrale: împăratul Germaniei Wilhelm al II-lea, împăratul Austro-Ungariei Franz Iosif, țarul Bulgariei Ferdinand I și împăratul Turciei Mehmed al V-lea. Portretele sunt încadrate de steagurile statelor respective și de motive ornamentale vegetale. Corpul farfuriei este decorat cu cercuri concentrice trasate cu aur. La baza farfuriei se află sigla atelierului reprezentând o pajură cu două capete cu coroană și cruce încadrată de literele M și Z. Dedesubt se află inscripția Altrohicu. | Direcția Județeană pentru Cultură, Giurgiu | Cimec    |